# Acoustic Sunset – Live at the Longhouse
Acoustic Sunset – Live at the Longhouse ist das erste Livealbum der Band Hypnogaja, dass während der Below-Sunset-Tour aufgenommen und von Wendy Waldman mitproduziert wurde. Die Songs wurden während der gesamten Tour mit Akustik-Instrumenten gespielt. Insgesamt befinden sich 12 Live-Akustik-Songs und eine Studioaufnahme auf der CD. Diese heißt I'm Not One of You und dient als Promotion für Audio from the Last Night’s Dream. Den Text zu diesem Song schrieb Wendy Waldman. Das Album wurde 2006 bei Union State Records und Longhouse Records veröffentlicht. Die ersten 10 Songs des Live-Albums stammen von dem Vorgänger-Album Below Sunset, Lullaby aus dem Album Bridge to Nowhere und der Compilation Kill Switch. Der Song Outside, Looking In kommt, wie Lullaby aus dem Album Bridge to Nowhere.

## Trackliste

### Live-Songs
- 1. Misery
- 2. Scorned
- 3. Nothing Left to Give
- 4. Normal on the Outside
- 5. Here Comes the Rain Again
- 6. Quiet
- 7. Silver Star
- 8. They Don't Care
- 9. Looking Glass
- 10. Put Your Hate on Me
- 11. Outside, Looking In
- 12. Lullaby

### Bonus-Song
- 13. I'm Not One of You

## Kritik
Susie Salva vom All Access Magazine beschrieb die Musik der Band als launisch und bezeichnete diese als gute Mischung aus klassischer Musik und melodischen Rock, wobei die Songtexte einen tieferen Einblick in schwankende Beziehungen geben. Die Lieder besitzen laut Salva eine melancholische und interessante Wirkung besäßen, auch wenn sie die Melodik als quälend empfindet. Misery lädt den Hörer in eine zerbrochene Gefühlswelt ein, so Salva, wo sich ein Partner so schlecht fühlt, dass dieser nicht mehr klar denken kann. Mit Here Comes the Rain Again ist auch ein Coversong der Band Eurythmics (ebenfalls im Album Below Sunset) auf diesem Album enthalten, dass von der Melodik her stark an Marilyn Manson erinnert.
Looking Glass handelt von der Geschichte Alice im Wunderland und lässt den Hörer denken, dass sie selbst in das Kaninchenloch gefallen wären. Zudem kommen die Figuren der sprechenden Katze, der verrückte Hutmacher und Alice selbst in diesem Song vor. They Don't Care beschreibt, die Situation in der Menschen Worte sagen, die andere innerlich verletzen, diese sich aber keinen Hehl daraus machen, wie die anderen Personen diese Worte aufnehmen. Hypnogaja macht seinem Namen alle Ehre, indem sie ihre Songs eine verträumte, melodische Qualität besitzen und intensive Songtexte beinhalten. Salva beschreibt den Musikstil als modernen Hardrock mit süßen akustischen Melodien.